# Festival de la Cançó d'Eurovisió 2021
La LXV edició del Festival de la Cançó d'Eurovisió es va celebrar al Rotterdam Ahoy, Països Baixos, el 18, 20 i 22 de maig de 2021. Després de la cancel·lació del Festival de 2020 a causa de la pandèmia per coronavirus de 2019-2020, la Unió Europea de Radiodifusió (UER) i el grup de referència del certamen van tractar el tema de l'edició de 2020 i com s'afrontaria la de 2021. Finalment, l'Ajuntament de Rotterdam va decidir mantenir la seu, de manera que va ser la cinquena vegada que els Països Baixos van organitzar el concurs, fet que no succeïa des del Festival d'Eurovisió de 1980. També va ser el primer esdeveniment oficial d'Eurovisió que es va celebrar en terra neerlandesa des del Festival de la Cançó d'Eurovisió Júnior 2012.
Els presentadors del certamen van ser els amfitrions de Eurovision: Europe Shine a Light, és a dir, els cantants i presentadors Edsilia Rombley, Chantal Janzen i Jan Smit, amb la col·laboració de la cèlebre youtuber neerlandesa Nikkie de Jager.
El lema d'aquesta edició va ser Open Up («Obre't»), el mateix que s'hauria utilitzat el 2020. Amb aquest eslògan es volia reflectir l'obertura de ment dels Països Baixos de cara al món, convidant les persones a obrir-se als altres, a les diferents opinions, a les històries que altres persones han d'explicar i, per descomptat, a tot tipus de música. Quant al logo, seguint l'estil del de l'any previ, aquest representava de manera abstracta els colors de les banderes dels països participants segons la ubicació geogràfica de les seves capitals respecte a Rotterdam, i passa del concepte de "d'on venim" al d'"on anem".
En aquesta edició van participar 39 països, ja que es va mantenir la retirada d'Hongria i Montenegro, a la qual es va sumar la d'Armènia el 5 de març a causa de la seva situació després dels recents conflictes a la regió de l'Alt Karabakh i la desqualificació de Belarús el 26 de març per incomplir les normes.

## Organització

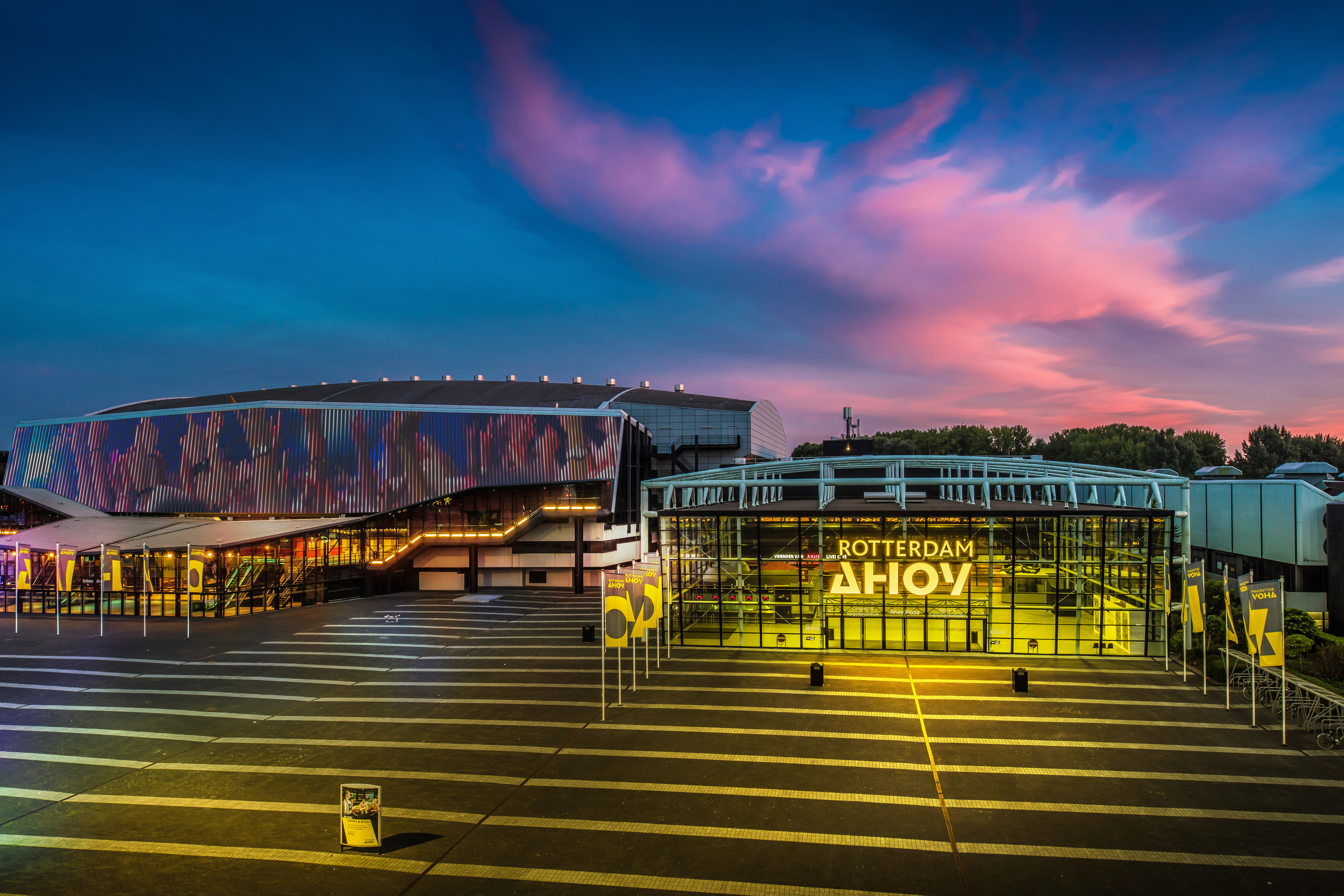
Ahoy Rotterdam, la seu del Festival de la Cançó d'Eurovisió 2021.

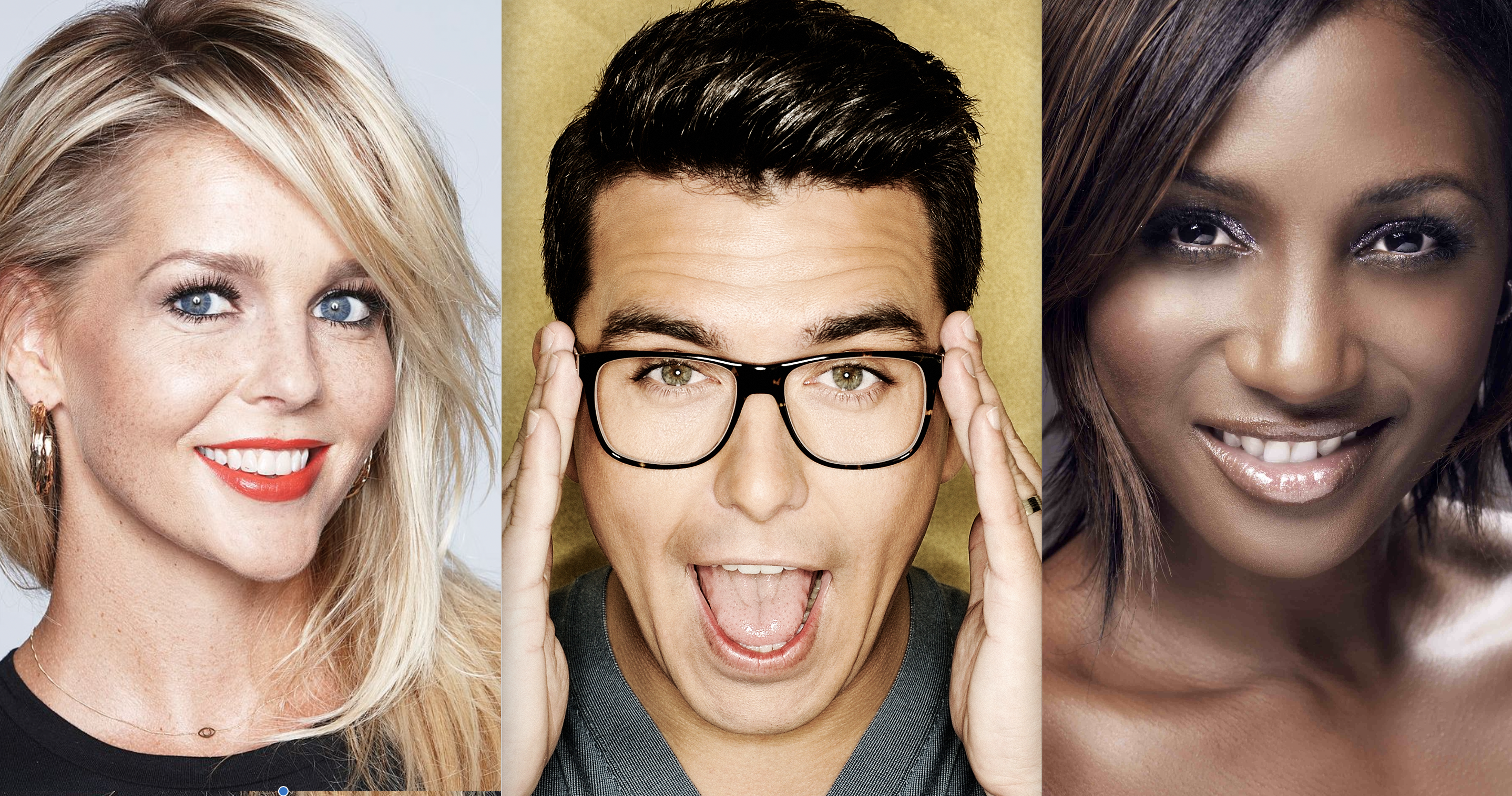
Els presentadors del Festival de la Cançó d'Eurovisió 2021, Chantal Janzen, Jan Smit i Edsilia Rombley.

### Producció
El festival de 2021 va ser una coproducció entre tres organitzacions de televisió neerlandeses relacionades —AVROTROS, Nederlandse Omroep Stichting (NOS) i Nederlandse Publieke Omroep (NPO)— cadascuna de les quals va assumir un paper diferent. Així mateix, Sietse Bakker i Astrid Dutrénit van ser els productors executius, mentre que Emilie Sickinghe i Jessica Stam van ser els productors executius adjunts.

### Supervisor executiu
El gener de 2020, la UER va anunciar que Martin Österdahl seria nomenat supervisor executiu del Festival de la Cançó d'Eurovisió després de l'edició de 2020, com a successor de Jon Ola Sand. Abans de la seva assignació, Österdahl havia estat un productor executiu de les edicions de 2013 i 2016, i havia estat membre del grup de referència del festival entre 2012 i 2018.

### Seu del festival
Després de la cancel·lació del Festival de la Cançó d'Eurovisió 2020, la Unió Europea de Radiodifusió (UER) va contactar amb les emissores neerlandeses AVROTROS, NPO i NOS, a més de la ciutat de Rotterdam, on estava previst celebrar el festival de 2020, sobre la possibilitat de dur a terme el festival a la ciutat.
Segons mitjans neerlandesos, la ciutat de Rotterdam requeriria 6,7 milions d'euros addicionals per a organitzar l'esdeveniment el 2021. L'Ajuntament de la ciutat prendria una decisió sobre aquest tema a la fi d'abril a més d'aprovar aquest pressupost, ja que, en cas de no mantenir la seu, AVROTROS, NOS i NPO haurien de trobar una alternativa, com a més tard, a mitjan maig. Finalment, l'Ajuntament, per 33 vots a favor i 8 en contra, va donar llum verda a la proposta el 23 d'abril de 2020, de manera que es va mantenir el Rotterdam Ahoy com a seu, un recinte amb un aforament de 16.000 persones que ha estat seu del Festival de la Cançó d'Eurovisió Júnior 2007, del Nationaal Songfestival el 2000, 2001 i 2003; i dels MTV Europe Music Awards el 1997 i 2016. Finalment, durant el programa especial Eurovision: Europe Shine a Light, els presentadors van anunciar de manera oficial Rotterdam com a seu oficial d'Eurovisió el 2021.

### Possibles maneres de dur a terme el concurs
A causa de la pandèmia de COVID-19, la UER i les emissores amfitriones neerlandeses van estar treballant en quatre formes possibles perquè es dugués a terme el concurs, fet que va confirmar que el concurs de 2021 no es cancel·laria. Aquestes quatre opcions incloïen:
- Escenari A: El concurs es duria a terme com de costum.
- Escenari B: El concurs es desenvoluparia com de costum, però amb estrictes regles sanitàries i la distància social de 1,5 metres. Així mateix, intentarien que tots o la majoria dels participants estiguessin presents a Rotterdam, l'aforament màxim permès quant al públic seria d'un 80%, hi hauria 500 periodistes presents i 1000 per videoconferència, i la resta d'esdeveniments estarien adaptats a les circumstàncies.
- Escenari C: Encara que al principi es va plantejar que si algunes delegacions no poguessin viatjar a Rotterdam, els seus artistes podrien actuar des dels seus països d'origen, finalment es va optar perquè tots hi actuessin des del seu país en cas de ser seleccionada aquesta opció. A més, l'aforament màxim permès quant al públic també seria d'un 80%, els esdeveniments locals serien reduïts i podrien acudir-hi 1500 membres de la premsa especialitzada, però tots de manera virtual.
- Escenari D: Si hi hagués un nou confinament, Rotterdam acolliria el concurs sense públic, mentre que els artistes competidors actuarien des dels seus països d'origen. Tampoc no hi hauria esdeveniments a la ciutat i la premsa continuaria acudint-hi de manera virtual.

| Possibles escenaris per al Festival de la Cançó d'Eurovisió 2021 | Possibles escenaris per al Festival de la Cançó d'Eurovisió 2021 | Possibles escenaris per al Festival de la Cançó d'Eurovisió 2021 | Possibles escenaris per al Festival de la Cançó d'Eurovisió 2021 | Possibles escenaris per al Festival de la Cançó d'Eurovisió 2021 |
| Factors                                                          | A                                                                | B                                                                | C                                                                | D                                                                |
| ---------------------------------------------------------------- | ---------------------------------------------------------------- | ---------------------------------------------------------------- | ---------------------------------------------------------------- | ---------------------------------------------------------------- |
| En directe des de l'Ahoy Rotterdam                               |                                                                  |                                                                  |                                                                  |                                                                  |
| Participants als Països Baixos                                   |                                                                  |                                                                  |                                                                  |                                                                  |
| Públic a l'estadi                                                |                                                                  |                                                                  |                                                                  |                                                                  |
| Esdeveniments a Rotterdam                                        |                                                                  |                                                                  |                                                                  |                                                                  |
| Premsa a Rotterdam                                               |                                                                  |                                                                  |                                                                  |                                                                  |
| Resultat                                                         | Descartat                                                        | Seleccionat                                                      | Descartat                                                        | Descartat                                                        |

Així mateix, el 18 de novembre de 2020, la UER va revelar que, com a mesura per a garantir que tots els participants poguessin participar en el concurs, cada emissora nacional gravaria abans una actuació de la seva candidatura per a emetre-la en cas que els participants no poguessin viatjar a Rotterdam, com va ser el cas d'Austràlia, o haguessin de guardar quarantena a la seva arribada. Els enregistraments es durien a terme en un estudi, en temps real (igual que seria al concurs) i sense cap edició posterior de les veus o qualsevol part de l'actuació en si. També es va revelar un conjunt de pautes de producció per a garantir l'equitat i la integritat dels enregistraments, com el fet que un membre de la UER estigués present en aquestes. A més, en cas de no ser utilitzades, aquestes serien revelades en Eurovision Song Celebration, un programa especial emès a través del canal d'Eurovisió en YouTube de la mà de Krista Siegfrids.
Finalment, el 3 de febrer de 2021, la UER i les emissores amfitriones van declarar que havien descartat organitzar el concurs de manera normal (escenari A), mentre que el 2 de març es va publicar un protocol de salut i seguretat per al concurs, i la UER va afirmar que el certamen es duria a terme segons l'escenari B, sempre que no canviessin les circumstàncies. Aquest escenari va ser confirmat oficialment per la UER el 30 d'abril, tenint en compte allò acordat al principi del mes: es permetria l'assistència de 3.500 persones com a públic en cadascun dels nou espectacles, inclosos els tres en directe i els sis assajos, amb la condició de donar negatiu en les proves de detecció de la covid-19. No obstant això, a causa de les precaucions contra la pandèmia, la "catifa turquesa" i la cerimònia d'obertura serien els únics esdeveniments paral·lels presencials que s'organitzarien en 2021, per la qual cosa l'Eurovision Village es duria a terme només en línia, mentre que l'EuroClub i l'EuroCafé no hi tindrien lloc.

### Dates
El 15 de juny de 2020 es van revelar les dates de les semifinals, les quals es van fixar per al 18 i el 20 de maig de 2021, i la de la final, que seria el 22 de maig.

### Identitat visual
Com a acompanyament de l'isotip genèric d'Eurovisió, l'organització va mantenir la base de la identitat visual que hauria estat emprada el 2020, encara que va transformar el seu concepte. L'any anterior, l'emblema principal d'aquesta identitat gràfica era una forma circular concèntrica que incloïa els colors de les banderes dels països participants en ordre (en sentit del rellotge) des de la seva primera participació al certamen. Aquesta vegada, les banderes es van reubicar d'acord amb la posició geogràfica de la capital de cada país respecte a la ciutat de Rotterdam, que era el punt central en què s'unien. El logotip, creat novament per l'agència Clever ° Franke, acompanyava el lema «Open up» («Obre't» en català). La infografia, la decoració i el marxandatge, entre altres aspectes, girarien al voltant d'aquest concepte artístic.
D'altra banda, durant l'anunci de les dates del concurs del 2021, Sietse Bakker, productor executiu, va declarar que la planificació escenogràfica 2020 també s'utilitzaria al concurs de 2021. El disseny s'inspira en l'eslògan Open Up i el típic paisatge pla neerlandès. L'escenari d'Eurovisió va ser dissenyat per l'escenògraf alemany Florian Wieder, que també va dissenyar els dels concursos els anys 2011–12, 2015 i 2017–19. A diferència del concurs de 2019, la green room es va col·locar dins del recinte principal, concretament al fossat on cada any se situa el públic que roman dempeus durant l'espectacle, tot això per a suplir la seva absència a causa de les restriccions.
Durant el festival, cada actuació va estar precedida per un breu vídeo d'introducció (conegut com a «postcard» o «postal»). El concepte d'aquesta edició es basaria en el tema Open Up del concurs, però amb diferències respecte al concepte inicial creat per a les postals de 2020. Així, a causa de les restriccions per la pandèmia de COVID-19, les postals presentarien els artistes gravats als seus països d'origen i projectats sobre el marc d'una típica klein huis (en català, casa diminuta) instal·lada en diversos llocs dels Països Baixos.

### Canvis respecte dels anys previs
El 18 de juny de 2020, la UER va anunciar que, per primera vegada, es permetria la gravació dels cors durant un any. No obstant això, l'ús dels cors pregravats seria completament opcional. Cada delegació podia optar per utilitzar cantants, tant a l'escenari com fora d'ell. També es va permetre una combinació de cors en directe i enregistrats. No obstant això, les veus principals van haver de ser en directe, tal com s'ha fet des del principi.

### Actes d'obertura i interval
Duncan Laurence, guanyador del Festival de la Cançó d'Eurovisió 2019, va obrir la primera semifinal amb el tema «Feel Something». Més tard, la gala va comptar amb la cantant Davina Michelle i l'actriu Thekla Reuten en un acte d'interval titulat The Power of Water, centrat en la història de la gestió de l'aigua als Països Baixos.
D'altra banda, el breakdancer Redouan Ait Chitt (Redo) i Eefje de Visser van obrir la segona semifinal amb el ballarí de ballet Ahmad Joudeh i el ciclista de BMX Dez Maarsen actuant durant l’interval. Els actes es titulaven Forward Unlimited i Close Encounter of a Special Kind, respectivament.
Finalment, la final es va obrir amb la tradicional desfilada de banderes, presentant els vint-i-sis finalistes, acompanyats de música produïda pel DJ Pieter Gabriel, de 16 anys. Després, durant l'interval, el DJ Afrojack i els cantants Glennis Grace (que va representar els Països Baixos el 2005) i Wulf van interpretar «Music Binds Us», una peça de dues parts, juntament amb una orquestra simfònica composta per joves músics de tots els Països Baixos, formada específicament per a aquesta ocasió. Aquesta peça va incloure el tema d'Afrojack, «Hero». També, sis guanyadors d'Eurovisió —Lenny Kuhr (1969), Getty Kaspers de Teach-In (1975), Sandra Kim (1986), Helena Paparizou (2005), Lordi (2006) i Måns Zelmerlöw (2015)— van interpretar les seves cançons guanyadores en diversos llocs de Rotterdam en una actuació anomenada Rock the Roof. A més, Duncan Laurence va cantar «Arcade», la cançó amb la qual va donar la victòria als Països Baixos, i va estrenar un nou tema anomenat «Stars». Durant els últims segons de la votació, es va realitzar un esquetx de dansa titulat The Human Countdown.

## Països participants

Països participants.
Països participants que no es van classificar per a la final.
Països que hi van participar en el passat però no el 2021.

Després de la cancel·lació del certamen de 2020, el grup de referència del festival va decidir que, segons les mateixes regles de concurs, no seria possible presentar les cançons de l'edició suspesa. També es va deixar en mans de les televisions públiques nacionals el fet de triar el representant que volguessin, ja fos el mateix que havien seleccionat per a Rotterdam 2020, o un altre de diferent triat internament o mitjançant les preseleccions nacionals.

### Cançons i selecció
| País TV                | Títol original de la cançó     | Artista                  | Procés i data de selecció                                                                                      |
| País TV                | Traducció del títol            | Idioma                   | Procés i data de selecció                                                                                      |
| ---------------------- | ------------------------------ | ------------------------ | --- |
| Albània RTSH           | «Karma»                        | Anxhela Peristeri        | Festivali i Këngës 59, 23-12-2020 (Presentació de la versió final, 01-03-2021)                                 |
| Albània RTSH           | —                              | Albanès                  | Festivali i Këngës 59, 23-12-2020 (Presentació de la versió final, 01-03-2021)                                 |
| Alemanya NDR           | «I Don’t Feel Hate»            | Jendrik Sigwart          | Elecció interna, 06-02-2021 (Presentació de la cançó, 25-02-2021)                                              |
| Alemanya NDR           | «No sento odi»                 | Anglès i alemany         | Elecció interna, 06-02-2021 (Presentació de la cançó, 25-02-2021)                                              |
| Austràlia SBS          | «Technicolour»                 | Montaigne                | Elecció interna, 02-04-2020 (Presentació de la cançó, 05-03-2021)                                              |
| Austràlia SBS          | «Tecnicolor»                   | Anglès                   | Elecció interna, 02-04-2020 (Presentació de la cançó, 05-03-2021)                                              |
| Àustria ORF            | «Amen»                         | Vincent Bueno            | Elecció interna, 26-03-2020 (Presentació de la cançó, 10-03-2021)                                              |
| Àustria ORF            | «Amén»                         | Anglès                   | Elecció interna, 26-03-2020 (Presentació de la cançó, 10-03-2021)                                              |
| Azerbaidjan İTV        | «Mata Hari»                    | Efendi                   | Elecció interna, 20-03-2020 (Presentació de la cançó, 15-03-2021)                                              |
| Azerbaidjan İTV        | —                              | Anglès i àzeri           | Elecció interna, 20-03-2020 (Presentació de la cançó, 15-03-2021)                                              |
| Bèlgica VRT            | «The Wrong Place»              | Hooverphonic             | Elecció interna, 20-03-2020 (Presentació de la cançó, 04-03-2021)                                              |
| Bèlgica VRT            | «El lloc equivocat»            | Anglès                   | Elecció interna, 20-03-2020 (Presentació de la cançó, 04-03-2021)                                              |
| Bulgària BNT           | «Growing Up Is Getting Old»    | Viktória Gueorguieva     | Elecció interna, 21-03-2020 (Presentació de la cançó, 10-03-2021)                                              |
| Bulgària BNT           | «Crèixer està passant de moda» | Anglès                   | Elecció interna, 21-03-2020 (Presentació de la cançó, 10-03-2021)                                              |
| Croàcia HRT            | «Tick-Tock»                    | Albina                   | Dora 2021, 13-02-2021                                                                                          |
| Croàcia HRT            | «Tic-tac»                      | Anglès i croat           | Dora 2021, 13-02-2021                                                                                          |
| Dinamarca DR           | «Øve os på hinanden»           | Fyr og Flamme            | Dansk Melodi Grand Prix 2021, 06-03-2021                                                                       |
| Dinamarca DR           | «Practiquem l'un amb l'altre»  | Danès                    | Dansk Melodi Grand Prix 2021, 06-03-2021                                                                       |
| Eslovènia RTVSLO       | «Amen»                         | Ana Soklič               | Elecció interna, 16-05-2020 (Selecció de la cançó, 27-02-2021)                                                 |
| Eslovènia RTVSLO       | «Amén»                         | Anglès                   | Elecció interna, 16-05-2020 (Selecció de la cançó, 27-02-2021)                                                 |
| Espanya RTVE           | «Voy a quedarme»               | Blas Cantó               | Elecció interna, 18-03-2020 (Selecció de la cançó, 20-02-2021)                                                 |
| Espanya RTVE           | «Em quedaré»                   | Castellà                 | Elecció interna, 18-03-2020 (Selecció de la cançó, 20-02-2021)                                                 |
| Estònia ERR            | «The Lucky One»                | Uku Suviste              | Eesti Laul 2021, 06-03-2021                                                                                    |
| Estònia ERR            | «L'afortunat»                  | Anglès                   | Eesti Laul 2021, 06-03-2021                                                                                    |
| Finlàndia Yle          | «Dark Side»                    | Blind Channel            | Uuden Musikiin Kilpailu 2021, 20-02-2021                                                                       |
| Finlàndia Yle          | «Costat fosc»                  | Anglès                   | Uuden Musikiin Kilpailu 2021, 20-02-2021                                                                       |
| França FTV             | «Voilà»                        | Barbara Pravi            | Eurovision France, c'est vous qui décidez, 30-01-2021                                                          |
| França FTV             | «Aquí sóc»                     | Francès                  | Eurovision France, c'est vous qui décidez, 30-01-2021                                                          |
| Geòrgia GPB            | «You»                          | Tòrnike Kipiani          | Elecció interna, 19-03-2020 (Presentació de la cançó, 15-03-2021)                                              |
| Geòrgia GPB            | «Tu»                           | Anglès                   | Elecció interna, 19-03-2020 (Presentació de la cançó, 15-03-2021)                                              |
| Grècia ERT             | «Last Dance»                   | Stefania Liberakakis     | Elecció interna, 18-03-2020 (Presentació de la cançó, 10-03-2021)                                              |
| Grècia ERT             | «Últim ball»                   | Anglès                   | Elecció interna, 18-03-2020 (Presentació de la cançó, 10-03-2021)                                              |
| Irlanda RTÉ            | «Maps»                         | Lesley Roy               | Elecció interna, 17-12-2020 (Presentació de la cançó, 26-02-2021)                                              |
| Irlanda RTÉ            | «Mapes»                        | Anglès                   | Elecció interna, 17-12-2020 (Presentació de la cançó, 26-02-2021)                                              |
| Islàndia RÚV           | «10 Years»                     | Daði & Gagnamagnið       | Elección interna, 23-10-2020 (Presentació de la cançó, 13-03-2021)                                             |
| Islàndia RÚV           | «10 anys»                      | Anglès                   | Elección interna, 23-10-2020 (Presentació de la cançó, 13-03-2021)                                             |
| Israel KAN             | «Set Me Free»                  | Eden Alene               | Elecció interna, 22-03-2020 (Selecció de la cançó, 25-01-2021)                                                 |
| Israel KAN             | «Allibera'm»                   | Anglès i hebreu          | Elecció interna, 22-03-2020 (Selecció de la cançó, 25-01-2021)                                                 |
| Itàlia Rai             | «Zitti e buoni»                | Måneskin                 | Sanremo 2021, 06-03-2021                                                                                       |
| Itàlia Rai             | «Callats i bons»               | Italià                   | Sanremo 2021, 06-03-2021                                                                                       |
| Letònia LTV            | «The Moon Is Rising»           | Samanta Tīna             | Elecció interna, 16-05-2020 (Presentació de la cançó, 12-03-2021)                                              |
| Letònia LTV            | «La lluna està sortint»        | Anglès                   | Elecció interna, 16-05-2020 (Presentació de la cançó, 12-03-2021)                                              |
| Lituània LRT           | «Discoteque»                   | The Roop                 | Pabandom iš naujo! 2021, 06-02-2021                                                                            |
| Lituània LRT           | «Discotequejar»                | Anglès                   | Pabandom iš naujo! 2021, 06-02-2021                                                                            |
| Macedònia del Nord MRT | «Here I Stand»                 | Vassil Garvanlíev        | Elecció interna, 20-01-2021 (Presentació de la cançó, 11-03-2021)                                              |
| Macedònia del Nord MRT | «Aquí sóc»                     | Anglès                   | Elecció interna, 20-01-2021 (Presentació de la cançó, 11-03-2021)                                              |
| Malta PBS              | «Je Me Casse»                  | Destiny Chukunyere       | Elecció interna, 16-05-2020 (Presentació de la cançó, 15-03-2021)                                              |
| Malta PBS              | «Em piro»                      | Anglès i francès         | Elecció interna, 16-05-2020 (Presentació de la cançó, 15-03-2021)                                              |
| Moldàvia TRM           | «Sugar»                        | Natalia Gordienco        | Elecció interna, 26-01-2021 (Presentació de la cançó, 04-03-2021)                                              |
| Moldàvia TRM           | «Sucre»                        | Anglès                   | Elecció interna, 26-01-2021 (Presentació de la cançó, 04-03-2021)                                              |
| Noruega NRK            | «Fallen Angel»                 | TIX                      | Melodi Grand Prix 2021, 20-02-2021                                                                             |
| Noruega NRK            | «Àngel caigut»                 | Anglès                   | Melodi Grand Prix 2021, 20-02-2021                                                                             |
| Països Baixos AVROTROS | «Birth of a New Age»           | Jeangu Macrooy           | Elecció interna, 18-03-2020 (Presentació de la cançó, 04-03-2021)                                              |
| Països Baixos AVROTROS | «Naixement d’una nova era»     | Anglès i sranan tongo    | Elecció interna, 18-03-2020 (Presentació de la cançó, 04-03-2021)                                              |
| Polònia TVP            | «The Ride»                     | Rafał                    | Elecció interna, 12-03-2021                                                                                    |
| Polònia TVP            | «El viatge»                    | Anglès                   | Elecció interna, 12-03-2021                                                                                    |
| Portugal RTP           | «Love is on my Side»           | The Black Mamba          | Festival da Canção 2021, 06-03-2021                                                                            |
| Portugal RTP           | «L'amor està del meu costat»   | Anglès                   | Festival da Canção 2021, 06-03-2021                                                                            |
| Regne Unit BBC         | «Embers»                       | James Newman             | Elecció interna, 19-02-2021 (Presentació de la cançó, 11-03-2021)                                              |
| Regne Unit BBC         | «Brases»                       | Anglès                   | Elecció interna, 19-02-2021 (Presentació de la cançó, 11-03-2021)                                              |
| República Txeca ČT     | «Omaga»                        | Benny Cristo             | Elecció interna, 13-05-2020 (Presentació de la cançó, 16-02-2021)                                              |
| República Txeca ČT     | «Oh, Déu meu»                  | Anglès i txec            | Elecció interna, 13-05-2020 (Presentació de la cançó, 16-02-2021)                                              |
| Romania TVR            | «Amnesia»                      | Roxen                    | Elecció interna, 31-03-2020 (Presentació de la cançó, 04-03-2021)                                              |
| Romania TVR            | «Amnèsia»                      | Anglès                   | Elecció interna, 31-03-2020 (Presentació de la cançó, 04-03-2021)                                              |
| Rússia C1R             | «Russian Woman»                | Manija                   | Final Nacional, 08-03-2021 (Presentació de la versió final, 19-03-2021)                                        |
| Rússia C1R             | «Dona russa»                   | Rus i anglès             | Final Nacional, 08-03-2021 (Presentació de la versió final, 19-03-2021)                                        |
| San Marino SMRTV       | «Adrenalina»                   | Senhit i Flo Rida        | Elecció interna, 16-05-2020 (Presentació de la cançó, 07-03-2021)                                              |
| San Marino SMRTV       | —                              | Anglès i italià          | Elecció interna, 16-05-2020 (Presentació de la cançó, 07-03-2021)                                              |
| Sèrbia RTS             | «Loco Loco»                    | Hurricane                | Elecció interna, 17-12-2020 (Presentació de la cançó, 05-03-2021)                                              |
| Sèrbia RTS             | «Boig boig»                    | Serbi, castellà i anglès | Elecció interna, 17-12-2020 (Presentació de la cançó, 05-03-2021)                                              |
| Suècia SVT             | «Voices»                       | Tusse                    | Melodifestivalen 2021, 13-03-2021                                                                              |
| Suècia SVT             | «Veus»                         | Anglès                   | Melodifestivalen 2021, 13-03-2021                                                                              |
| Suïssa SRG SSR         | «Tout L'Univers»               | Gjon's Tears             | Elecció interna, 20-03-2020 (Presentació de la cançó, 10-03-2021)                                              |
| Suïssa SRG SSR         | «Tot l'univers»                | Francès                  | Elecció interna, 20-03-2020 (Presentació de la cançó, 10-03-2021)                                              |
| Ucraïna UA:PBC         | «Shum» (Шум)                   | Go_A                     | Elecció interna, 18-03-2020 (Presentació de la cançó, 04-02-2021) (Presentació de la versió final, 09-03-2021) |
| Ucraïna UA:PBC         | «Soroll»                       | Ucraïnès                 | Elecció interna, 18-03-2020 (Presentació de la cançó, 04-02-2021) (Presentació de la versió final, 09-03-2021) |
| Xipre CyCB             | «El Diablo»                    | Élena Tsangrinú          | Elecció interna, 25-11-2020 (Presentació de la cançó, 24-02-2021)                                              |
| Xipre CyCB             | «El diable»                    | Anglès i castellà        | Elecció interna, 25-11-2020 (Presentació de la cançó, 24-02-2021)                                              |

### Artistes que hi tornen
- Vincent Bueno: va ser corista de Nathan Trent, representant d'Àustria el 2017. A més, va ser el seleccionat per a participar en Eurovisió 2020 i, després de la seva cancel·lació, la televisió pública austríaca li va donar l'oportunitat de fer-ho el 2021.
- Stefania Liberakakis: el 2016, Stefania va representar els Països Baixos al Festival d'Eurovisió Júnior com a membre del grup Kisses. Van quedar en 8a posició al certamen celebrat a La Valletta, Malta. A més, va ser la seleccionada per a participar en Eurovisió 2020 i, després de la seva cancel·lació, la televisió pública grega li va donar l'oportunitat de fer-ho el 2021.
- Vassil Garvanlíev: va ser un dels coristes de Tamara Todevska, representant de Macedònia del Nord el 2019. A més, va ser el seleccionat per a participar en Eurovisió 2020 i, després de la seva cancel·lació, la televisió pública macedònia li va donar l'oportunitat de fer-ho el 2021.
- Destiny Chukunyere: el 2015, Destiny va representar Malta al Festival d'Eurovisió Júnior. Va quedar en 1a posició al certamen celebrat a Sofia, Bulgària. A més a més, va ser corista de Michela Pace, representant de Malta el 2019. A més, va ser la seleccionada per a participar en Eurovisió 2020 i, després de la seva cancel·lació, la televisió pública maltesa li va donar l'oportunitat de fer-ho el 2021.
- Natalia Gordienco: el 2006, Natalia va representar Moldàvia en Eurovisió amb Arsenium (Arsenie Todiraș). Van quedar en 20a posició al certamen celebrat a Atenes, Grècia. A més, va ser la seleccionada per a participar en Eurovisió 2020 i, després de la seva cancel·lació, la televisió pública moldava li va donar l'oportunitat de fer-ho el 2021.
- Rafał Brzozowski: va ser un dels 3 presentadors del Festival de la Cançó d'Eurovisió Júnior 2020. A més, va intentar representar al seu país al festival de 2017, però va quedar segon en la seva preselecció.
- Senhit: va representar San Marino en 2011. A més, va ser la seleccionada per a participar en Eurovisió 2020 i, després de la seva cancel·lació, la televisió pública sanmarinesa li va donar l'oportunitat de fer-ho el 2021.
- Sanja Vučić: el 2016, Sanja, una de les components de Hurricane, va representar Sèrbia en Eurovisió com a vocalista del grup ZAA. Van quedar en 18a posició al certamen celebrat a Estocolm, Suècia. A més, el trio Hurricane va ser seleccionat per a participar en Eurovisió 2020 i, després de la seva cancel·lació, la televisió pública sèrbia va donar l'oportunitat al grup de fer-ho el 2021.
- Ksenija Knežević: el 2015, Ksenija va ser corista del seu pare, Knez, quan aquest va representar Montenegro en Eurovisió. Aquell any, Montenegro va aconseguir una 13a posició a Viena, Àustria. A més, el trio Hurricane va ser seleccionat per a participar en Eurovisió 2020 i, després de la seva cancel·lació, la televisió pública sèrbia va donar l'oportunitat al grup de fer-ho el 2021.

#### Eurovisió 2020
A causa de la cancel·lació de la edició de 2020, 26 dels participants d'aquesta edició van ser confirmats com a representants dels seus respectius països per a 2021, 24 per elecció directa, mentre que Uku Suviste d Estònia i The Roop de Lituània, van tornar a guanyar les seves respectives finals nacionals:
| - Montaigne - Vincent Bueno - Efendi - Hooverphonic - Viktória Gueorguieva - Ana Soklič | - Blas Cantó - Uku Suviste - Tòrnike Kipiani - Stefania Liberakakis - Lesley Roy | - Daði & Gagnamagnið - Eden Alene - Samanta Tīna - The Roop - Vassil Garvanlíev | - Destiny Chukunyere - Natalia Gordienco - Jeangu Macrooy - James Newman - Benny Cristo | - Roxen - Senhit - Hurricane - Gjon's Tears - Go_A |

### Sorteig de semifinals
El sorteig per determinar la ubicació dels països participants en cadascuna de les semifinals no va ser dut a terme el 2021, ja que l'organització va decidir mantenir l'emplaçament que haurien tingut aquests el 2020. Així, al sorteig celebrat el 28 de gener del mateix any a l'Ajuntament de Rotterdam, els 35 països semifinalistes es van repartir en 5 bombos, basant-se en tendències històriques en les votacions. El sorteig també va determinar quina semifinal retransmetria i en quina hi votaria cadascun dels països pertanyents al Big Five (Alemanya, Espanya, França, Itàlia i el Regne Unit), així com el país amfitrió (els Països Baixos).

Països participants en la 1a semifinal.
Països votants en la 1a semifinal.
Països participants en la 2a semifinal.
Països votants en la 2a semifinal.

| Bombo 1                                                                          | Bombo 2                                                                     | Bombo 3                                                                   | Bombo 4                                                               | Bombo 5                                                                       |
| -------------------------------------------------------------------------------- | --------------------------------------------------------------------------- | ------------------------------------------------------------------------- | --------------------------------------------------------------------- | ----------------------------------------------------------------------------- |
| - Albània - Àustria - Croàcia - Eslovènia - Macedònia del Nord - Sèrbia - Suïssa | - Austràlia - Dinamarca - Estònia - Finlàndia - Islàndia - Noruega - Suècia | - Armènia - Azerbaidjan - Belarús - Geòrgia - Moldàvia - Rússia - Ucraïna | - Bulgària - Grècia - Malta - Portugal - Romania - San Marino - Xipre | - Bèlgica - Irlanda - Israel - Letònia - Lituània - Polònia - República Txeca |

| 1a semifinal 18 de maig de 2021                                                                          | 1a semifinal 18 de maig de 2021                                                                     | 2a semifinal 20 de maig de 2021                                                                                 | 2a semifinal 20 de maig de 2021                                                                           |
| --- | --------------------------------------------------------------------------------------------------- | --- | --- |
| 1a meitat: · Macedònia del Nord · Belarús · Lituània · Suècia · Eslovènia · Austràlia · Irlanda · Rússia | 2a meitat: · Noruega · Xipre · Croàcia · Azerbaidjan · Malta · Israel · Ucraïna · Romania · Bèlgica | 1a meitat: · Àustria · Moldàvia · Polònia · San Marino · Sèrbia · Islàndia · República Txeca · Grècia · Estònia | 2a meitat: · Dinamarca · Bulgària · Suïssa · Finlàndia · Armènia · Letònia · Geòrgia · Portugal · Albània |
| Amb dret a vot: · Alemanya · Itàlia · Països Baixos                                                      | Amb dret a vot: · Alemanya · Itàlia · Països Baixos                                                 | Amb dret a vot: · Espanya · França · Regne Unit                                                                 | Amb dret a vot: · Espanya · França · Regne Unit                                                           |

## Festival

### Semifinals

#### Semifinal 1
| Núm. | País               | Intèrpret(s)    | Cançó             | Lloc | Punts |
| ---- | ------------------ | --------------- | ----------------- | ---- | ----- |
| 01   | Lituània           | The Roop        | «Discoteque»      | 4    | 203   |
| 02   | Eslovènia          | Ana Soklič      | «Amen»            | 13   | 44    |
| 03   | Rússia             | Manija          | «Russian Woman»   | 3    | 225   |
| 04   | Suècia             | Tusse           | «Voices»          | 7    | 142   |
| 05   | Austràlia          | Montaigne       | «Technicolour»    | 14   | 28    |
| 06   | Macedònia del Nord | Vassil          | «Here I Stand»    | 15   | 23    |
| 07   | Irlanda            | Lesley Roy      | «Maps»            | 16   | 20    |
| 08   | Xipre              | Élena Tsangrinú | «El Diablo»       | 6    | 170   |
| 09   | Noruega            | Tix             | «Fallen Angel»    | 10   | 115   |
| 10   | Croàcia            | Albina          | «Tick-Tock»       | 11   | 110   |
| 11   | Bèlgica            | Hooverphonic    | «The Wrong Place» | 9    | 117   |
| 12   | Israel             | Eden Alene      | «Set Me Free»     | 5    | 192   |
| 13   | Romania            | Roxen           | «Amnesia»         | 12   | 85    |
| 14   | Azerbaidjan        | Efendi          | «Mata Hari»       | 8    | 138   |
| 15   | Ucraïna            | Go_A            | «Shum»            | 2    | 267   |
| 16   | Malta              | Destiny         | «Je Me Casse»     | 1    | 325   |

##### Desglossament semifinal 1
| Lloc | Jurat              | Punts |
| ---- | ------------------ | ----- |
| 1    | Malta              | 174   |
| 2    | Rússia             | 117   |
| 3    | Ucraïna            | 103   |
| 4    | Israel             | 99    |
| 5    | Xipre              | 92    |
| 6    | Suècia             | 91    |
| 7    | Bèlgica            | 70    |
| 8    | Lituània           | 71    |
| 9    | Romania            | 58    |
| 10   | Croàcia            | 57    |
| 11   | Azerbaidjan        | 47    |
| 12   | Noruega            | 38    |
| 13   | Eslovènia          | 36    |
| 14   | Austràlia          | 26    |
| 15   | Irlanda            | 16    |
| 16   | Macedònia del Nord | 12    |

| Lloc | Televot            | Punts |
| ---- | ------------------ | ----- |
| 1    | Ucraïna            | 164   |
| 2    | Malta              | 151   |
| 3    | Lituània           | 137   |
| 4    | Rússia             | 108   |
| 5    | Israel             | 93    |
| 6    | Azerbaidjan        | 91    |
| 7    | Xipre              | 78    |
| 8    | Noruega            | 77    |
| 9    | Croàcia            | 53    |
| 10   | Suècia             | 51    |
| 11   | Bèlgica            | 47    |
| 12   | Romania            | 27    |
| 13   | Macedònia del Nord | 11    |
| 14   | Eslovènia          | 8     |
| 15   | Irlanda            | 4     |
| 16   | Austràlia          | 2     |

#### Semifinal 2
| Núm. | País            | Intèrpret(s)       | Cançó                       | Lloc | Punts |
| ---- | --------------- | ------------------ | --------------------------- | ---- | ----- |
| 01   | San Marino      | Senhit             | «Adrenalina»                | 9    | 118   |
| 02   | Estònia         | Uku Suviste        | «The Lucky One»             | 13   | 58    |
| 03   | República Txeca | Benny Cristo       | «Omaga»                     | 15   | 23    |
| 04   | Grècia          | Stefania           | «Last Dance»                | 6    | 184   |
| 05   | Àustria         | Vincent Bueno      | «Amen»                      | 12   | 66    |
| 06   | Polònia         | Rafał              | «The Ride»                  | 14   | 35    |
| 07   | Moldàvia        | Natalia Gordienco  | «Sugar»                     | 7    | 176   |
| 08   | Islàndia        | Daði & Gagnamagnið | «10 Years»                  | 2    | 288   |
| 09   | Sèrbia          | Hurricane          | «Loco Loco»                 | 8    | 124   |
| 10   | Geòrgia         | Tòrnike Kipiani    | «You»                       | 16   | 16    |
| 11   | Albània         | Anxhela Peristeri  | «Karma»                     | 10   | 112   |
| 12   | Portugal        | The Black Mamba    | «Love is on my Side»        | 4    | 239   |
| 13   | Bulgària        | Viktória           | «Growing Up Is Getting Old» | 3    | 250   |
| 14   | Finlàndia       | Blind Channel      | «Dark Side»                 | 5    | 234   |
| 15   | Letònia         | Samanta Tīna       | «The Moon Is Rising»        | 17   | 14    |
| 16   | Suïssa          | Gjon's Tears       | «Tout l'Univers»            | 1    | 291   |
| 17   | Dinamarca       | Fyr og Flamme      | «Øve os på hinanden»        | 11   | 89    |

##### Desglossament semifinal 2
| Lloc | Jurat           | Punts |
| ---- | --------------- | ----- |
| 1    | Suïssa          | 156   |
| 2    | Bulgària        | 149   |
| 3    | Islàndia        | 140   |
| 4    | Portugal        | 128   |
| 5    | Grècia          | 104   |
| 6    | Finlàndia       | 84    |
| 7    | San Marino      | 76    |
| 8    | Albània         | 74    |
| 9    | Moldàvia        | 56    |
| 9    | Sèrbia          | 56    |
| 11   | Àustria         | 53    |
| 12   | Estònia         | 29    |
| 13   | República Txeca | 23    |
| 14   | Polònia         | 18    |
| 15   | Dinamarca       | 9     |
| 16   | Letònia         | 4     |
| 17   | Geòrgia         | 1     |

| Lloc | Televot         | Punts |
| ---- | --------------- | ----- |
| 1    | Finlàndia       | 150   |
| 2    | Islàndia        | 148   |
| 3    | Suïssa          | 135   |
| 4    | Moldàvia        | 123   |
| 5    | Portugal        | 111   |
| 6    | Bulgària        | 101   |
| 7    | Grècia          | 80    |
| 7    | Dinamarca       | 80    |
| 9    | Sèrbia          | 68    |
| 10   | San Marino      | 42    |
| 11   | Albània         | 38    |
| 12   | Estònia         | 29    |
| 13   | Polònia         | 17    |
| 14   | Geòrgia         | 15    |
| 15   | Àustria         | 13    |
| 16   | Letònia         | 10    |
| 17   | República Txeca | 0     |

### Final
| Núm. | País          | Intèrpret(s)       | Cançó                       | Lloc | Punts |
| ---- | ------------- | ------------------ | --------------------------- | ---- | ----- |
| 01   | Xipre         | Élena Tsangrinú    | «El Diablo»                 | 16   | 94    |
| 02   | Albània       | Anxhela Peristeri  | «Karma»                     | 21   | 57    |
| 03   | Israel        | Eden Alene         | «Set Me Free»               | 17   | 93    |
| 04   | Bèlgica       | Hooverphonic       | «The Wrong Place»           | 19   | 74    |
| 05   | Rússia        | Manija             | «Russian Woman»             | 9    | 204   |
| 06   | Malta         | Destiny            | «Je Me Casse»               | 7    | 255   |
| 07   | Portugal      | The Black Mamba    | «Love is on my Side»        | 12   | 153   |
| 08   | Sèrbia        | Hurricane          | «Loco Loco»                 | 15   | 102   |
| 09   | Regne Unit    | James Newman       | «Embers»                    | 26   | 0     |
| 10   | Grècia        | Stefania           | «Last Dance»                | 10   | 170   |
| 11   | Suïssa        | Gjon's Tears       | «Tout l'Univers»            | 3    | 432   |
| 12   | Islàndia      | Daði & Gagnamagnið | «10 Years»                  | 4    | 378   |
| 13   | Espanya       | Blas Cantó         | «Voy a Quedarme»            | 24   | 6     |
| 14   | Moldàvia      | Natalia Gordienco  | «Sugar»                     | 13   | 115   |
| 15   | Alemanya      | Jendrik            | «I Don’t Feel Hate»         | 25   | 3     |
| 16   | Finlàndia     | Blind Channel      | «Dark Side»                 | 6    | 301   |
| 17   | Bulgària      | Viktória           | «Growing Up Is Getting Old» | 11   | 170   |
| 18   | Lituània      | The Roop           | «Discoteque»                | 8    | 220   |
| 19   | Ucraïna       | Go_A               | «Shum»                      | 5    | 364   |
| 20   | França        | Barbara Pravi      | «Voilà»                     | 2    | 499   |
| 21   | Azerbaidjan   | Efendi             | «Mata Hari»                 | 20   | 65    |
| 22   | Noruega       | Tix                | «Fallen Angel»              | 18   | 75    |
| 23   | Països Baixos | Jeangu Macrooy     | «Birth of a New Age»        | 23   | 11    |
| 24   | Itàlia        | Måneskin           | «Zitti e buoni»             | 1    | 524   |
| 25   | Suècia        | Tusse              | «Voices»                    | 14   | 109   |
| 26   | San Marino    | Senhit             | «Adrenalina»                | 22   | 50    |

#### Desglossament de votació
| Lloc | País          | Punts |
| ---- | ------------- | ----- |
| 1    | Suïssa        | 267   |
| 2    | França        | 248   |
| 3    | Malta         | 208   |
| 4    | Itàlia        | 206   |
| 5    | Islàndia      | 198   |
| 6    | Bulgària      | 140   |
| 7    | Portugal      | 126   |
| 8    | Rússia        | 104   |
| 9    | Ucraïna       | 97    |
| 10   | Grècia        | 91    |
| 11   | Finlàndia     | 83    |
| 12   | Israel        | 73    |
| 13   | Bèlgica       | 71    |
| 14   | Lituània      | 55    |
| 15   | Moldàvia      | 53    |
| 16   | Xipre         | 50    |
| 17   | Suècia        | 46    |
| 18   | San Marino    | 37    |
| 19   | Azerbaidjan   | 32    |
| 20   | Albània       | 22    |
| 21   | Sèrbia        | 20    |
| 22   | Noruega       | 15    |
| 23   | Països Baixos | 11    |
| 24   | Espanya       | 6     |
| 25   | Alemanya      | 3     |
| 26   | Regne Unit    | 0     |

| Lloc | País          | Punts |
| ---- | ------------- | ----- |
| 1    | Itàlia        | 318   |
| 2    | Ucraïna       | 267   |
| 3    | França        | 251   |
| 4    | Finlàndia     | 218   |
| 5    | Islàndia      | 180   |
| 6    | Suïssa        | 165   |
| 7    | Lituània      | 165   |
| 8    | Rússia        | 100   |
| 9    | Sèrbia        | 82    |
| 10   | Grècia        | 79    |
| 11   | Suècia        | 63    |
| 12   | Moldàvia      | 62    |
| 13   | Noruega       | 60    |
| 14   | Malta         | 47    |
| 15   | Xipre         | 44    |
| 16   | Albània       | 35    |
| 17   | Azerbaidjan   | 33    |
| 18   | Bulgària      | 30    |
| 19   | Portugal      | 27    |
| 20   | Israel        | 20    |
| 21   | San Marino    | 13    |
| 22   | Bèlgica       | 3     |
| 23   | Països Baixos | 0     |
| 23   | Espanya       | 0     |
| 23   | Alemanya      | 0     |
| 23   | Regne Unit    | 0     |

## Altres països

### Membres actius de la UER
- Andorra (RTVA): Demòcrates per Andorra, el partit governant d'Andorra, va declarar que RTVA acabaria tornant al concurs, encara que caldria una valoració de costos prèvia. La darrera participació d'Andorra va ser al Festival d'Eurovisió de l'any 2009.[101] No obstant això, el 14 de maig de 2020 van confirmar que no hi participarien.[102]
- Armènia (AMPTV): Amb la intenció de competir al concurs de 2020, Armènia es va confirmar inicialment per a l'edició de 2021 quan la UER va anunciar la llista de participants a l'octubre de 2020, i estava programada per a actuar en la segona meitat de la segona semifinal. No obstant això, el 5 de març de 2021, la Televisió Pública d'Armènia (AMPTV) va confirmar posteriorment que no participaria al concurs a causa de les crisis socials i polítiques com a conseqüència de la guerra de l'Alt Karabakh de 2020.[6]
- Belarús (BTRC): Després de la presentació de «Ya Nauchu Tebya», la cançó va ser desqualificada pel fet que contenia temes polítics que Eurovisió no permet. La UER va donar una nova oportunitat a Belarús per a modificar la lletra o canviar completament de cançó. No obstant això, el 26 de març van ser oficialment desqualificats pel fet que la nova cançó, anomenada «Pesenka», contenia igualment aspectes polítics.[7]
- Bòsnia i Hercegovina (BHRT): A l'octubre de 2020, l'emissora bòsnia va confirmar que el país no hi tornaria el 2021 a causa de problemes financers. Bòsnia i Hercegovina va participar per última vegada el 2016.[103]
- Eslovàquia (RTVS): Al juliol de 2020, un portaveu de l'emissora va declarar que era poc probable que participessin al concurs.[104] RTVS va confirmar aquesta decisió a l'agost de 2020.[105]
- Hongria (MTVA): Sense més explicació, Hongria no va ser inclosa a la llista final de països participants de cara al concurs de 2021.[5] El 2020 ja s'havien retirat de la competició.
- El Líban (TL): En una entrevista el 31 d'agost de 2020, el Dr. Fady Gemayel, president de l'Associació d'Artesans Libanesos, va expressar el seu suport a la possible participació del seu país a Eurovisió. No obstant això, Télé Liban, l'emissora libanesa de la UER, no ha indicat la seva posició sobre aquest tema, atès que la participació del país es veu obstaculitzada per la presència d'Israel i una llei que prohibeix que el contingut israelià aparegui en els mitjans libanesos. És poc probable que el Líban s'uneixi a la competència. El país ja havia volgut participar en el festival de la cançó en 2005 amb la cançó «Quand tout s'enfuit» d'Aline Lahoud, però es va veure obligat a dimitir a causa de la participació d'Israel.[106] A més, el Líban no es va incloure a la llista oficial de participants publicada el 26 d'octubre de 2020.
- Luxemburg (RTL): Al juliol de 2020, la radiodifusora va confirmar que Luxemburg no hi participaria el 2021, ja que afirma que no "se centren en espectacles d'entreteniment i música" i que participar en el concurs "posaria l'emissora sota una pressió financera".[107]
- Marroc (SNRT): El febrer de 2020, Karim Sbai, director de comunicacions de la Société Nationale de Radiodiffusion et de Télévision (SNRT), va dir que encara no s'havia discutit sobre el possible retorn del Marroc al concurs, ja que diversos informes havien afirmat que l'UER havia estat en converses amb el Marroc sobre la participació al concurs.[108]
- Mònaco (TMC): L'emissora de Mònaco va confirmar al setembre de 2020 que no hi participaria.[109]
- Montenegro (RTCG): L'emissora montenegrina va confirmar a l'octubre de 2020 que no hi participaria el 2021.[110] El 2020 ja s'havien retirat de la competició a causa d'una sèrie de mals resultats i als costs associats amb la participació.
- Turquia (TRT): El 24 de maig de 2020, el ministre d'exteriors de Turquia va afirmar que li agradaria que el país tornés a Eurovisió. Turquia hi va participar per última vegada el 2012.

### Membres associats de la UER
- Estats Units: El gener de 2020, la UER va anunciar que discutiria la participació dels Estats Units al festival si l'American Song Contest tingués èxit. Nombroses radiodifusores dels Estats Units són membres associats de la UER.[111]
- Kazakhstan (Khabar Agency/Channel 31): L'agost de 2020, la UER va declarar que no tenia intenció de convidar el Kazakhstan al concurs el 2021.[112]

### Països no membres de la UER
- Kosovo (RTK): L'agost de 2020, la UER va declarar que no tenia intenció de convidar Kosovo al concurs de 2021.[112]
- Liechtenstein (1 FLTV): Al juliol de 2020, l'emissora de Liechtenstein va anunciar que havien descartat debutar al concurs de 2021. L'emissora havia intentat convertir-se en membre de la UER en el passat, però va detenir els seus plans quan el seu director, Peter Kölbel, va morir inesperadament. També necessitaria el suport del govern del país per a poder assumir el cost de convertir-se en membre de la UER i pagar la tarifa de participació per al concurs.[113]

## Incidents

### Polèmiques en candidatures

#### Candidatura belarussa
Després que s'anunciés «Ya nauchu tebya (I'll Teach You)», del grup Galasy ZMesta, com a candidatura belarussa per al festival, la UER va dictaminar que la cançó no complia amb les normes del concurs contra els missatges polítics en les mateixes i que el tema no era, per tant, elegible per a competir-hi tret que fos modificat.

#### Candidatura macedònia
A mitjan mes de març de 2021, el canal oficial d'Eurovisió en YouTube va substituir el videoclip oficial del tema «Here I Stand» per una versió editada, ja que en el primer apareixia en algun moment una obra d'art de l'artista macedònia Janeta Vangeli, els colors de la qual van ser identificats per alguns sectors de la població amb la bandera de Bulgària, país amb el qual Macedònia del Nord manté tensions diplomàtiques per qüestions històriques, lingüístiques i, recentment, polítiques pel veto des de Sofia a l'accés del país a la Unió Europea, entre altres aspectes. Així mateix, va sortir a la llum que Vassil Garvanlíev compta també amb passaport búlgar, d'on també era la seva àvia.
Després d'aquests controvertits fets, es van iniciar peticions en Change.org perquè Vasil no representés el país al certamen musical europeu. Per això, la Televisió pública de Macedònia del Nord (MRT) va enviar un comunicat en què Meri Popova, cap de delegació de l'antiga república iugoslava en Eurovisió, anunciava que una comissió interna analitzaria la situació i revisaria la seva participació al festival.

#### Candidatura maltesa
Després de la publicació del vídeo de «Je Me Casse», Destiny Chukunyere va ser acusada de cosificació, ja que en ell apareix un model masculí. No obstant això, l'artista va aclarir que no estava cosificant, sinó que volia donar un missatge d'apoderament de les dones sense necessitat de tenir a un home al costat.

#### Candidatura russa
Manija, activista pels drets de les dones i del col·lectiu LGTBIQ+, va ser també criticada per sectors conservadors a causa de la lletra de «Russian Woman», la qual reivindica l'apoderament femení i parla del sexisme a Rússia. Així, un òrgan de recerca rus es va disposar a investigar la lletra, de la qual es queixaven per possibles declaracions il·legals algunes organitzacions com la Unió Russa de Dones Ortodoxes, que sostenia que la cançó "inspira odi cap als homes, la qual cosa soscava els fonaments d'una família tradicional", o el web per a veterans de guerra Veteranskie Vesti, que creia que el tema tenia com a objectiu "insultar i humiliar greument la dignitat humana de les dones russes".

#### Candidatura xipriota
Després de ser revelada la cançó «El Diablo», interpretada per Élena Tsangrinú, la qual tracta d'una dona que s'ha enamorat d'un home pervers al qual compara amb el dimoni, l'Església ortodoxa de Xipre es va escandalitzar i va acusar els compositors de “glorificar Satanàs”. Com a conseqüència, l'associació Joventut Ortodoxa de Xipre es va manifestar enfront de la seu de la televisió pública CyBC. Per tot això, l'Església va demanar que el tema fos substituït per un altre que recollís la seva història, cultura i tradicions.

### Suplent per al segon assaig d'Ucraïna
Abans del segon assaig d'Ucraïna del 12 de maig, la cantant principal de la banda Go_A, Kateryna Pavlenko, va informar que se sentia indisposada. D'acord amb els protocols de salut i seguretat del concurs, es va requerir que Pavlenko es posés en quarantena a la seva habitació d'hotel. Els altres membres de la banda van donar negatiu i van poder assajar, amb la cantant suplent neerlandesa Emmie van Stijn en lloc de Pavlenko. La vocalista ucraïnesa es va sotmetre a una prova de PCR de COVID-19, que va resultar negativa l'endemà, la qual cosa li va permetre assistir a l'esdeveniment d'obertura "Catifa turquesa", i també tornar a actuar a l'escenari, especialment en el xou de jurats.
Van Stijn va rebre reaccions positives per la seva actuació, en particular per la pronunciació de les lletres en ucraïnès, i va ser convidada a asseure's amb la delegació ucraïnesa en la Green Room durant la primera semifinal.

### Infeccions per COVID-19 en artistes
Abans de l'acte d'obertura, també conegut com a "Catifa turquesa", almenys un membre de les delegacions de Polònia i Islàndia va donar positiu per COVID-19. Com a resultat, aquestes delegacions van estar absents de l'esdeveniment, per la qual cosa van haver d'entra en autoisolament d'acord amb els protocols de seguretat i salut del concurs. Les delegacions de Romania i Malta també van estar absents de l'esdeveniment com a mesura cautelar, ja que aquestes s'estaven allotjant en el mateix hotel que les delegacions polonesa i islandesa.
Tots els altres membres de les delegacions de Polònia i Islàndia van donar negatiu en les proves i romandrien en quarantena fins al xou de jurats de la segona semifinal. No obstant això, més tard es va confirmar que un membre del grup islandès Daði & Gagnamagnið havia donat positiu i, com a resultat, el grup es va retirar de les presentacions en viu. Les imatges del seu assaig al Rotterdam Ahoy es van transmetre com a alternativa durant el xou de jurats i els xous en viu de la segona semifinal i de la final. Posteriorment, els membres restants de la delegació polonesa van ser alliberats de l'aïllament.
El 20 de maig de 2021, la UER va confirmar que Duncan Laurence, guanyador d'Eurovisió 2019, havia donat positiu i, per tant, no actuaria en viu en la final. Havia d'interpretar el seu nou senzill «Stars» i la seva cançó guanyadora «Arcade» durant l'interval, i presentar els punts en nom del jurat neerlandès; aquest últim paper el va ocupar Romy Monteiro. Per tant, la copresentadora del festival, Edsilia Rombley, va ser sotmesa a una prova de COVID-19 per haver tingut contacte amb Duncan abans de l'anunci dels finalistes de la primera semifinal, en la qual va sortir negativa i va poder presentar sense problemes la segona semifinal. Durant la final es van transmetre imatges pregravades de l'actuació d'interval de Duncan.

### Problemes tècnics abans de l'actuació d'Irlanda
Durant la preparació per a l'actuació d'Irlanda en la primera semifinal, una càmera es va trencar, la qual cosa va provocar un retard prolongat després que es va mostrar la postal. La copresentadora Chantal Janzen es va veure obligada a improvisar en la Green Room durant la transmissió en viu per a completar el temps.

## Programació addicional

### Eurovision Song Celebration: Live-On-Tape
La UER va anunciar el 29 de març de 2021 que "Eurovision Song Celebration" tornaria per una segona edició, estrenada en el canal oficial del concurs en YouTube. L'espai, presentat per Krista Siegfrids, s'emetria en dues parts el 28 i 29 de maig amb la finalitat d'exhibir les 39 actuacions de suport que van gravar les delegacions per si el concurs no s'hagués pogut dur a terme des de Rotterdam. Com en l'Eurovision Song Celebration de l'any anterior, es demanaria als fans que contribuïssin al programa enviant videoclips de les seves candidatures favorites.

### Krista Calling
Krista Siegfrids també presentaria Krista Calling, una sèrie entre bastidors que es transmetria en el canal oficial del concurs en YouTube. La sèrie, de 6 episodis, s'emetria entre el 28 d'abril i el 21 de maig de 2021, la qual inclouria entrevistes i cobertura entre bastidors des de Rotterdam.

### LookLab with NikkieTutorials
A més del concurs principal, Nikkie de Jager també presentaria LookLab with NikkieTutorials, una sèrie entre bastidors que es transmetria també en el canal oficial del concurs en YouTube. La sèrie s'emetria tots els dies del 10 al 21 de maig de 2021, i comptaria amb els 39 participants per "discutir la lluentor, el glamur i les xafarderies del 65è Festival de la Cançó d'Eurovisió".